# Jember
Jember ist die Hauptstadt des Regierungsbezirk Kabupaten Jember in Indonesien.

## Geographie
Jember hat knapp 2.500.000 Einwohner und liegt in der Provinz Jawa Timur im Osten der Insel Java nahe der Straße von Bali. Nach Malang und Surabaya ist sie die drittgrößte Stadt der Provinz. Im Westen liegt Lumajang, im Norden Probolinggo, Bondowoso und Situbondo, im Osten Banyuwangi. Im Süden gehört die Insel Nusa Barung dem Regierungsbezirk an.

## Wirtschaft und Kultur
In der Stadt befindet sich die Universitas Islam Negeri Kiai Haji Achmad Siddiq Jember. Zudem gibt es einen Militärstützpunkt und einen Flughafen.
Neben Tabak gehört die lokale Reis-Spezialität Tapé zu den nennenswerten Genussmitteln der Region. Das Schweizer Zigarrenproduzent Villiger Söhne Holding AG betreibt hier einen Produktionsstandort.
Im Bezirk liegt die seit 1928 existierende Zuckerfabrik Semboro.

## Persönlichkeiten
- Tiara Andini (* 2001), Sängerin
- Yonathan Suryatama Dasuki (* 1985), Badmintonspieler
- Deariska Putri Medita (* 1992), Badmintonspielerin
- Ang Tjin Siang Muljadi (1942–2010), Badmintonspieler
- Edi Sudrajat (1938–2006), General
- Agus Hadi Sujiwo Tejo (* 1962), Schauspieler
- David Wijnveldt (1891–1962), Fußballspieler